# 高津村 (和歌山県)
高津村（たかづむら）は、和歌山県那賀郡にあった村。現在の海南市の北東端、貴志川の左岸に位置する。地名の由来は、紀伊続風土記によると、川の崖にあって土地が高いからというが定かではない。高栖あるいは鷹巣の文字もあてられる。とある。

## 地理
- 河川 ： 貴志川

## 歴史
- 1601年（慶長6年) - この年に実施された検地により、那賀郡高津村が編成される。
- 1853年（嘉永6年）-　寺子屋ができる。
- 1889年(明治22年) - 町村制の施行により、七山村 (和歌山県)・原野村・高津村・孟子村・野尻村 (和歌山県)・別院村・下津野村の区域をもって那賀郡北野上村が発足。同日、高津村廃止。